# Шумилкин, Сергей Михайлович
Шуми́лкин Серге́й Миха́йлович (род. 22 апреля 1952) — российский историк архитектуры, архитектор-реставратор, доктор архитектуры, профессор, заведующий кафедрой истории архитектурного проектирования Нижегородского государственного архитектурно-строительного университета, член Союза архитекторов России.
Автор более 100 научных работ, среди них монография «Нижегородская ярмарка».

## Биография
Родился 22 апреля 1952 года в городе Горьком. В 1973 году окончил ГИСИ им. В. П. Чкалова (сегодня — ННГАСУ) по специальности «Архитектура». В 1982 году защитил кандидатскую диссертацию «Архитектура Нижегородской ярмарки» в Московском архитектурном институте. Учился у академика РААСН, доктора искусствоведения Татьяны Саваренской. Последователь архитектурной школы Московского архитектурного института по направлению «История архитектуры и градостроительства». В 1999 году защитил докторскую диссертацию «Торговые комплексы Европейской части России конца ХVIII — начала XX вв. (типология, архитектурно-пространственное развитие)».
Опубликовал более 100 научных работ. Основные области научных интересов: исследование торговых комплексов в архитектуре и градостроительстве России ХVIII — начала XX веков, изучение архитектуры и разработка проектов реставрации объектов культурного наследия Нижнего Новгорода и Нижегородской области, подготовка материалов к Своду памятников архитектуры и монументального искусства России по Нижегородской области.
Сергей Шумилкин является автором и научным консультантом 21 проекта, в том числе тринадцати проектов реставрации и реконструкции архитектурных памятников Нижнего Новгорода и Нижегородской области, автором более 60 паспортов объектов культурного наследия Нижегородской области. Является членом экспертного совета Управления государственной охраны объектов культурного наследия Нижегородской области.

## Монографии
- Шумилкин С. М. Нижегородская ярмарка. — Н.Новгород: изд-во «Понедельник», 1996. — 224 с. — ISBN 5-7420-0593-8.
- Каравашкин А. А., Шумилкин С. М. Каменное храмовое зодчество Нижегородской губернии XVIII века. — Н.Новгород: Нижегородский государственный архитектурно-строительный университет, 2011. — 170 с.
- Шумилкин С. М. Торговые центры европейской части России конца XVIII — первой половины XIX вв. Типология, география, структура. — Н.Новгород: Нижегородский государственный архитектурно-строительный университет, 2013. — 240 с. — ISBN 978-5-87941-812-5.
- Шумилкин С. М. Нижегородская ярмарка. — Н.Новгород: Кварц, 2014. — 200 с. — ISBN 978-5-903581-96-2.
- Шумилкин М. С., Шумилкин С. М., Шумилкина Т. В. Нижегородское монастырское зодчество. — Н.Новгород: Нижегородский государственный архитектурно-строительный университет, 2018. — 195 с. — ISBN 978-5-528-00263-7.
- Шумилкин А. С., Шумилкин С. М., Шумилкин М. С. Реставрация в Нижнем Новгороде и Нижегородской области в советский период. — Н.Новгород: Нижегородский государственный архитектурно-строительный университет, 2020. — 239 с. — ISBN 785528004174.
- Шумилкина Т. В., Шумилкин С. М., Блинова В. Е. Практика современного сохранения и использования культовых построек. — Н.Новгород: Нижегородский государственный архитектурно-строительный университет, 2020. — 131 с.

## Проекты реставраций
- Троицкая церковь в р. п. Варнавино (1998, совместно с Э. Л. Тетеровским)[2]
- Владимирская церковь в Гордеевке (1999, совместно с В. Н. Котовым, В. М. Кагоровым, В. А. Каравашкиным)[2]
- Блиновский пассаж (1999—2000, совместно с Ю. В. Коноваловым)[3]
- Здание Окружного суда (2007, совместно с В. М. Кагоровым, В. Н. Котовым, А. С. Шумилкиным)[4]
- Летняя дача Н. А. Бугрова (2007—2008, совместно с В. Н. Котовым, В. М. Кагоровым, Э. Л. Тетеровским, А. С. Шумилкиным)[5]
- Усадьба купца А. В. Маркова (2009, совместно с В. М. Кагоровым, В. Н. Котовым, А. С. Шумилкиным, М. С. Шумилкиным)[6]
- Дом Ф. К. Добровольского (2012, совместно с А. С. Шумилкиным, М. С. Шумилкиным)[6]